# Rožni Vrh (Celje, Slovenija)
Rožni Vrh je naselje u slovenskoj Općini Celju. Rožni Vrh se nalazi u pokrajini Štajerskoj i statističkoj regiji Savinjskoj. 

## Stanovništvo
Prema popisu stanovništva iz 2002. godine naselje je imalo 133 stanovnika.